# Agrostis masafuerana
Agrostis masafuerana é uma espécie de gramínea do gênero Agrostis, pertencente à família Poaceae.